# Моченок
Моченок (словац. Močenok) — село, громада округу Шаля, Нітранський край. Кадастрова площа громади — 46.39 км².
Населення 4239 осіб (станом на 31 грудня 2019 року).

## Історія
Моченок згадується 1113 року.

## Географія
Протікає канал Заярч'є.

## Населення
| Рік:            | 1994. | 2004.   | 2014.   | 2024.   |
| --------------- | ----- | ------- | ------- | ------- |
| Кількість осіб: | 4246  | 4319    | 4288    | 4306    |
| Різниця:        |       | +1,71 % | -0,71 % | +0,41 % |

| Рік:            | 2023. | 2024.   |
| --------------- | ----- | ------- |
| Кількість осіб: | 4316  | 4306    |
| Різниця:        |       | -0,23 % |